# Bolus (lera)
Bolus är en mycket finkorning lera som kan vara järnhaltig med varierande färg beroende på mängden järn den innehåller. Den har smuligt brott och är något spröd, samt är svagt glänsande. I fuktigt tillstånd känns den fet och är ibland kletig. I vatten spricker den, med ett knastrande ljud, sönder i små bitar utan att bli mjuk.
Hårdheten hos Bolus är 1 - 2 och densiteten är 2,4. Dess sammansättning består av 41 - 42 % kiselsyra, 20 - 25 % aluminiumoxid 24 - 25 % vatten och resten järnoxid. Vid bränning blir leran hård och i vissa fall smältbar.

## Förekomst
Förekomster finns i Sachsen, Böhmen, Schlesien och flera andra platser, dels i malmgångar (fettbolus) dels i vulkanisk basalt och närbesläktade bergarter. Bolus har varit känd sedan forntiden.
Armeninsk eller orientalisk bolus (armenisk jord) är en lera med vacker blek- eller gulröd färg och med mjuk karaktär. Utom i Armenien, där den först upptäcktes, förekommer den också i Böhmen och i Frankrike.
Terra di Sienna, eller Terra D'Italia, har förekomst i norra Toscana, Trieste och Livorno.

## Användning
Vit bolus (bolus alba) är järnfri och används för polering, som grund vid förgyllning eller försilvring av trä, för fläckborttagning på papper och tyg, till kitt och till kritpipor.
Röd bolus (bolus rubra) används på liknande sätt som den vita och dessutom som färg.
Gul bolus används liksom de andra som putsmedel. Genom glödgning blir den röd och går då under namnet polerrött.
Terra di Sienna används som oljefärg, akvarellfärg och till freskomålning.